# Nicà
La Nicà è un torrente di 35 km della regione Calabria che scorre nelle province di Cosenza e Crotone.
L'idronimo più corretto è però '''Fiumenicà'' o "Fiuminicà", come da attestazioni in documenti di età moderna e medioevale. L'etimologia deriva dal latino flumen e dal suffisso greco-bizantino -ikà, facendo risalire la denominazione all'Alto Medioevo, durante la fase di dominio della Calabria da parte dell'Impero romano d'oriente. La semplificazione in Fiume Nicà è di età contemporanea, come derivante da congetture di eruditi locali.

## Il corso del fiume - Geografia
Ha origine dal lato a est Cozzo di Calamacca nel territorio di Campana (CS) e sfocia nel Mar Ionio tra Cariati (CS) e Crucoli (KR). Dal Cozzo Calamacca ha origine, dal lato sud, anche il fiume Vitravo, affluente del Neto.
Nel percorso verso valle, dopo il territorio di Scala Coeli - con buona approssimazione (con uno scostamento massimo di 400 m) - costituisce il confine amministrativo tra le Province di Cosenza e Crotone, e quindi fra i comuni di Terravecchia (CS) e Cariati (CS) con Crucoli (KR).
La foce è nota nei portolani e nelle mappe antiche come Punta di Fiumenicà.
L'idronimo corretto è, infatti, "Fiumenicà" non Nicà.

## Principali affluenti
- Torrente Sorvito, affluente dalla destra idrografica che scorre nel comune di Crucoli

## Vicende storiche - Idronimi
Fiumenicà, anticamente denominata con l'idronimo Hylia o Hylias nel periodo della Magna Grecia, rappresentò fino al 510 a.C. il limite settentrionale del territorio Crotoniatide, sotto il dominio di Kroton, e contemporaneamente il limite meridionale del territorio di Sibari.

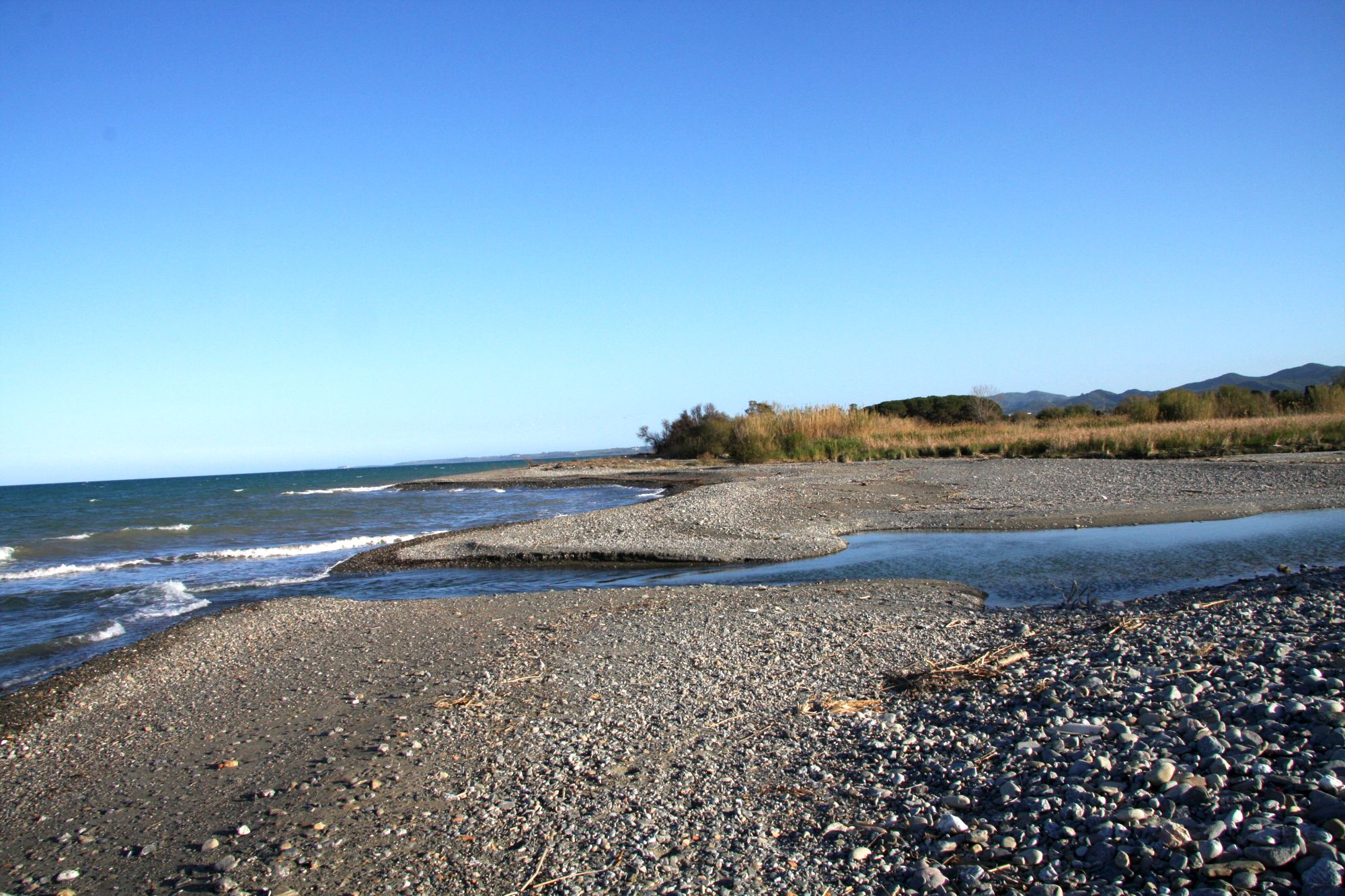
Foce del torrente Fiumenicà

L'idronimo Hylia è citato dallo storico Tucidide (IV secolo a.C.) che nelle Guerre del Peloponneso (conflitto che oppose fra il 431 a.C. e il 404 a.C. Sparta ed Atene per il predominio sulla Grecia) al Libro VII.35, racconta "35. Demostene poi ed Eurimedonte, tostochè i Turi furono in ordine per unirsi a loro con settecento soldati gravi e trecento lanciatori, comandarono alle navi di avanzarsi lungo la costa fino alla spiaggia crotoniaca; mentre essi, fatta prima la rassegna delle genti da piè presso il fiume Sibari, le conducevano attraverso il territorio di Turia. E giunti che furono sul fiume Hylia, i Crotoniati mandarono ad essi significando che non sarebbe di loro volontà il passaggio dell'esercito per le loro terre; e però calarono al piano e pernottarono presso il mare alla foce del fiume Hylia, ove furono incontrati dalle navi. Il dì seguente imbarcatisi costeggiavano, fermandosi alle diverse città (tranne i Locri) finché pervennero a Petra del contado di Reggio".
L'individuazione del fiume Hylia con la Nicà ha costituito a lungo momento di discussione fra gli eruditi.
Sotto l'Impero Romano intorno al fiume Hylia sorse la statio romana di Paternum, assumendo poi il semplice idronimo di Flumen, per poi diventare Flumenicà nell'alto medioevo quando la Calabria era parte dell'Impero romano d'oriente.
In epoca moderna gli eruditi hanno maturato la falsa convinzione che l'idronimo fosse derivato dalla vittoria (nike in greco) dei crotoniati sui sibariti nel 510 a.C. Le fonti storiche più antiche tuttavia non danno alcuna indicazione del luogo della battaglia, ad eccezione di Giamblico, e gli storici ritengono che la battaglia con la vittoria vera e propria avvenne 20 km più a Nord sulle rive del fiume Trionto al confine degli attuali Comuni di Rossano e di Crosia.
La foce della Fiumenicà è ricordata anche dal grande scienziato arabo Al-Idrisi, che operò alla corte di Ruggero II intorno al XII secolo, nel suo famoso trattato di geografia descrittiva noto come "Il libro di Re Ruggero" (Tavv, V, VI e VII) ove è riportato "Dalla Punta dell'Alice alla chiesa situata sulla Punta di Fiumenicà: 12 miglia. Da qui a Rossano 20 miglia" (12 miglia=17,790 km; 29,650 km). Di questa "chiesa" non si ha alcuna ulteriore notizia storica né resti.

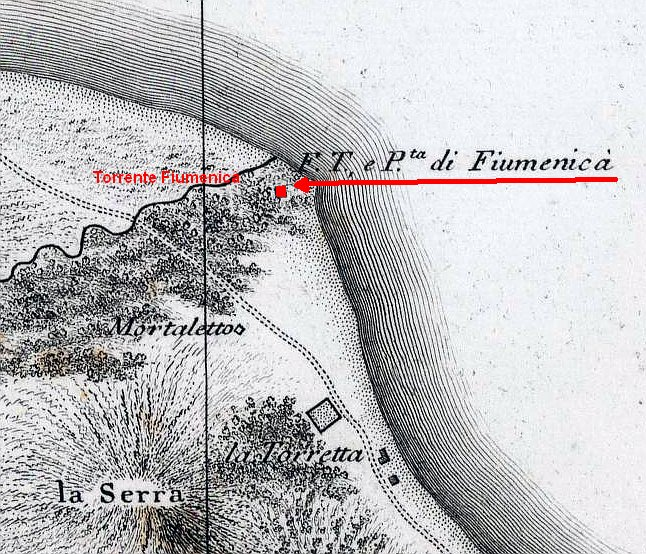

Alla foce della Fiumenicà in epoca del Regno di Napoli, nel territorio della Calabria Citeriore, era stata costruita la regia torre di avvistamento detta Torre di Fiumenicà, riportata poi nella cartografia I.G.M. dal XIX secolo come Torre Policaretto. La torre è oramai diruta e coperta da fitta vegetazione.
La torre era ancora in piedi ai tempi della visita in Calabria dell'archeologo François Lenormant (1879), che nel suo reportage di viaggio La Grande Grèce racconta: "..alla foce di questo fiume, ov'è oggi la Torre Fiumenicà (Torre di Policaretto), elevasi il borgo romano di Paternum, una delle stazioni itinerarie della strada romana jonica riportata negli Itinerari antonini".
A Crucoli viene semplicemente indicato come "a iumàra", cioè la fiumara: essendo l'unico corso d'acqua di una certa importanza del suo territorio non ha bisogno infatti di nessuna ulteriore specificazione nel nome.